# ووت فاس
ووت فايس (3 أبريل 1998 بمول، بلجيكا في بلجيكا - ) هو لاعب كرة قدم بلجيكي في مركز الدفاع. لعب مع نادي رويال أندرلخت.

## روابط خارجية
- ووت فاس على موقع الاتحاد الأوربي (الإنجليزية)
- ووت فاس على موقع الاتحاد البلجيكي (الإنجليزية)
- ووت فاس على موقع إي إس بي إن إف سي (الإنجليزية)
- ووت فاس على موقع قاعدة بيانات كرة القدم.إي يو (الإنجليزية)
- ووت فاس على موقع بيانات كرة القدم. دي إي (الألمانية)
- ووت فاس على موقع ليكيب (الفرنسية)
- ووت فاس على موقع ناشيونال فوتبول تيمز (الإنجليزية)
- ووت فاس على موقع Soccerbase.com (لاعب) (الإنجليزية)
- ووت فاس على موقع Soccerway.com (الإنجليزية)
- ووت فاس على موقع عالم كرة القدم.نت (الإنجليزية)